# Revolta dos Angolares
A revolta dos Angolares, também chamada de revolta do rei Amador, foi um episódio da História de São Tomé e Príncipe, ocorrido em fins do século XVI. Constituiu-se em um dos diversos levantes de escravos ocorridos à época, contra o domínio de Portugal.
A consequência maior da revolta foi a fundação do Reino dos Angolares, governado por Amador Vieira.

## História
A revolta foi liderada por Amador Vieira, rei dos combatentes, em 9 de julho de 1595, cujas forças marcharam sobre a capital, São Tomé, vindo a ser subjugada no ano seguinte, com a sua prisão e execução (1596). Os revoltosos chegaram a controlar dois terços do território da ilha.
A partir de 4 de janeiro de 2005 a data tornou-se feriado nacional no país, em homenagem ao rei Amador, líder da revolta. Este personagem também é homenageado nas notas bancárias de Cabo Verde.